# Ypthima ancus
Ypthima ancus är en fjärilsart som beskrevs av Hans Fruhstorfer 1911. Ypthima ancus ingår i släktet Ypthima och familjen praktfjärilar. Inga underarter finns listade i Catalogue of Life.